# 小代古代体験の森
小代古代体験の森（おじろこだいたいけんのもり）は、兵庫県美方郡香美町小代区広井に所在する公園である。

## 概要
1986年から1987年にかけて、現在の「小代古代体験の森」に隣接する「広井山村広場」のグラウンド整備に合わせて行われた、上ノ山（うえのやま）遺跡の発掘調査で、縄文時代早期（約7千年前）の建物跡、縄文土器の破片、石器などが出土した。そこで、古代の生活を体験を通じて市民に伝えることを目的に整備された。
上ノ山遺跡で見つかった建物跡をもとに復元した縄文時代の竪穴建物のほか、弥生時代、古墳時代の竪穴建物、高床倉庫などがある。また、勾玉づくり、土器づくり、古代食づくりなどの古代体験学習を行う「体験の館」、明治時代初期の民家（移築）が設けられている。案内人（管理人）は代々、「古代森太郎」と名乗っている。

## 祭事・催事
- 古代体験の森 桜祭り
- 古代体験の森 萩祭り

## 交通アクセス
- JR西日本山陰本線八鹿駅から全但バス（秋岡行き）で「広井」バス停下車、徒歩10分。